# Långtora distrikt
Långtora distrikt är ett distrikt i Enköpings kommun och Uppsala län. 
Distriktet ligger nordost om Enköping. 

## Tidigare administrativ tillhörighet
Distriktet inrättades 2016 och utgörs av socknen Långtora i Enköpings kommun.
Området motsvarar den omfattning Långtora församling hade vid årsskiftet 1999/2000.